# Trichogramma cephalciae
Trichogramma cephalciae is een vliesvleugelig insect uit de familie Trichogrammatidae. De wetenschappelijke naam is voor het eerst geldig gepubliceerd in 1963 door Hochmut & Martinek.